# (6039) Parmenides
(6039) Parmenides ist ein Asteroid des äußeren Hauptgürtels, der am 3. September 1989 vom belgischen Astronomen Eric Walter Elst am Observatoire de Haute-Provence (IAU-Code 511) im Südosten Frankreichs entdeckt wurde.
Der Asteroid ist nach dem antiken griechischen Philosophen Parmenides aus Elea (~520/515 v. Chr.–460/455 v. Chr.) benannt, der zu den Vorsokratikern gezählt wird.